# Warmen
Warmen — финская метал-группа, собранная Янне Вирманом — также известным как Warman. Янне играл в группе Children of Bodom с 1997 по 2019, только в 2000 году собрал музыкальный коллектив, сосредоточенный на инструментальной музыке. Они приглашали сторонних певцов для записи лишь нескольких песен.

## Текущий состав
- Петри Линдроос (англ. Petri Lindroos) — вокал, гитара (2023—н. в.)
- Янне Вирман (англ. Janne Viljami Wirman) — клавишные  (1999—н. в.)
- Антти Вирман (англ. Antti Wirman) — гитара (2000—н. в.)
- Юри Хелко (англ. Jyri Helko) — бас-гитара  (2009—н. в.)
- Сеппо Тарвайнен (англ. Seppo Tarvainen) — ударные  (2023—н. в.)

### Бывшие участники
- Мирка Рантанен (англ. Mirka Rantanen) — ударные (1999–2023)
- Сами Виртанен (англ. Sami Virtanen) — гитара (1999–2009)
- Лаури Порра (англ. Lauri Porra) — бас-гитара (2000–2009)

### Приглашённые участники
- Алекси Лайхо (англ. Alexi Laiho) — вокал
- Роопе Латвала (англ. Roope Latvala) — гитара
- Кимберли Госс (англ. Kimberly Goss) — вокал
- Тимо Котипелто (англ. Timo Kotipelto) — вокал
- Яри Кайнулайнен (англ. Jari Kainulainen) — бас-гитара
- Паси Рантанен (англ. Pasi Rantanen) — вокал
- Паси Никянен (англ. Pasi Nykänen) — вокал
- Марко Вааро (англ. Marko Waara) — вокал
- Йонна Косонен (англ. Jonna Kosonen) — вокал
- Ральф Сантола (англ. Ralph Santolla) — гитара
- Фернандо Абиера (англ. Fernando Abiera) — скрипка

## Дискография

### Альбомы
- Unknown Soldier (2000)
- Beyond Abilities (2002)
- Accept the Fact (2005)
- Japanese Hospitality (2009)
- First of the Five Elements (2014)
- Here For None (2023)

### Сборники
- The Evil That Warmen Do (2010)

### Синглы
- Alone (2001)
- Somebody's Watching Me (2005)
- They All Blame Me (2005)